# Mariaesthela Vilera
Mariaesthela Vilera (Valle de la Pascua, 26 de diciembre de 1988) es una ciclista de pista venezolana. En los Juegos Olímpicos de Londres 2012, compitió en el sprint de la Selección femenina para el equipo nacional de Venezuela.
También compitió en los Juegos Panamericanos de 2015.

## Resultados de carrera
2014
1.º lugar en el Sprint de Equipos, Juegos Suramericanos de 2014 (con Daniela Larreal)
Campeonato Panamericano de Atletismo  
2.º  lugar en Sprint de Equipo (con Daniela Larreal)
3.º  lugar en los 500m contra reloj
3.º lugar en Sprint, Prova Internacional de Anadia
2016
2.º lugar en Sprint, Copa Venezuela